# Martha Alber
Martha Alber (* 15. Januar 1893 in Rumburg; † 28. September 1955 in Wien) war eine österreichische Textilkünstlerin. Ihre Stoffmuster für die Wiener Werkstätte machten sie bekannt.

## Leben und Werk

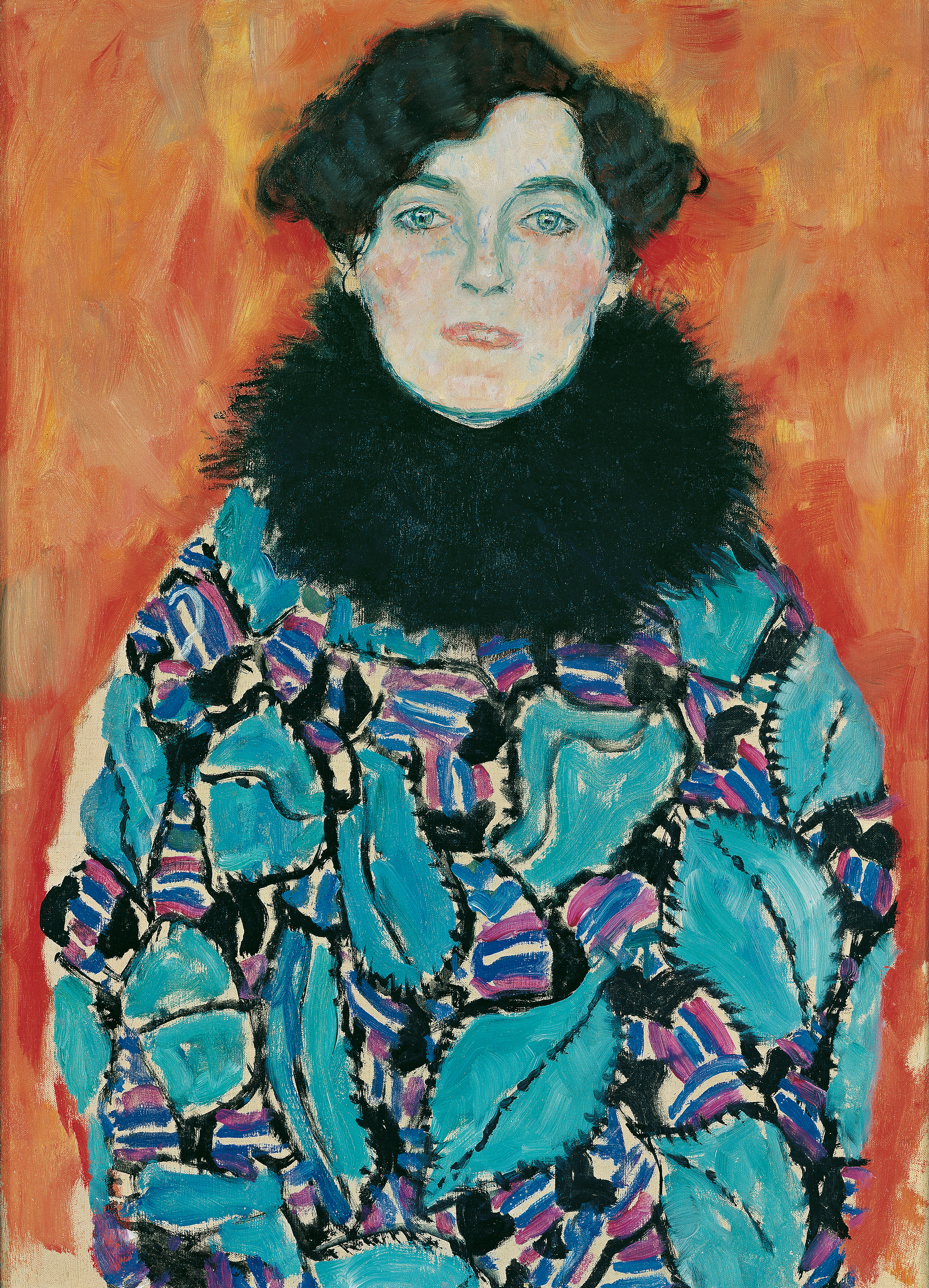
Gustav Klimt: Johanna Staude in einem Oberteil im Design Blätter von Martha Alber

Martha Maria Elisabeth Alber war die Tochter von Anna Alber, geborene Mach und dem Bildhauer August Alber. Sie begann ihre Ausbildung an der Kunstgewerbeschule Prag. 1908 bis 1913 schloss sie ein Studium an der Kunstgewerbeschule Wien an. Sie belegte einen Gobelin-Webkurs bei Leopoldine Guttmann und einen Sonderkurs Textilarbeiten bei Rosalia Rothansl, besuchte die Fachklasse Architektur bei Josef Hoffmann, die Fachklasse Schrift und Heraldik bei Rudolf von Larisch und die Werkstätte für Emailarbeiten bei Adele von Stark. 1914 heiratete sie Karl Maria Miksch.
Schon während des Studiums entwarf Alber für die Wiener Werkstätte Stoffmuster. Ein Kleidungsstück in dem von ihr entworfenen Design ‚Blätter‘ trägt Johanna Staude in ihrem von Gustav Klimt im Jahr 1917/18 geschaffenen Porträt. Weiter lieferte sie Stoffentwürfe für die mährische Firma Norbert Langer & Söhne.
Die Arbeiten der Künstlerin im Museum für angewandte Kunst Wien wurden nach Schenkungen und Ankäufen in die Sammlung aufgenommen.

## Mitgliedschaften
- Österreichischer Werkbund[1]

## Ausstellungen (Auswahl)
- 1911: Textilausstellung, Kunstgewerbeschule Wien
- 1911: Frühjahrsausstellung österreichisches Kunstgewerbe, Österreichisches Museum für Kunst und Industrie Wien
- 1912: Frühjahrsausstellung österreichisches Kunstgewerbe, Österreichisches Museum für Kunst und Industrie Wien
- 1912: Ausstellung für Kirchliche Kunst, Österreichisches Museum für Kunst und Industrie Wien
- 1915/16: Modeausstellung, Österreichisches Museum für Kunst und Industrie Wien

posthum
- 2009: Die Macht des Ornaments, Unteres Belvedere, Orangerie, Wien[2]
- 2013/14: Wien Berlin. Kunst zweier Metropolen. Von Schiele bis Grosz, Die Berlinische Galerie, Österreichische Galerie Belvedere[2]
- 2021: Die Frauen der Wiener Werkstätte, Museum für angewandte Kunst (MAK) Wien

## Arbeiten (Auswahl)
- 1910: Buntpapier[3]

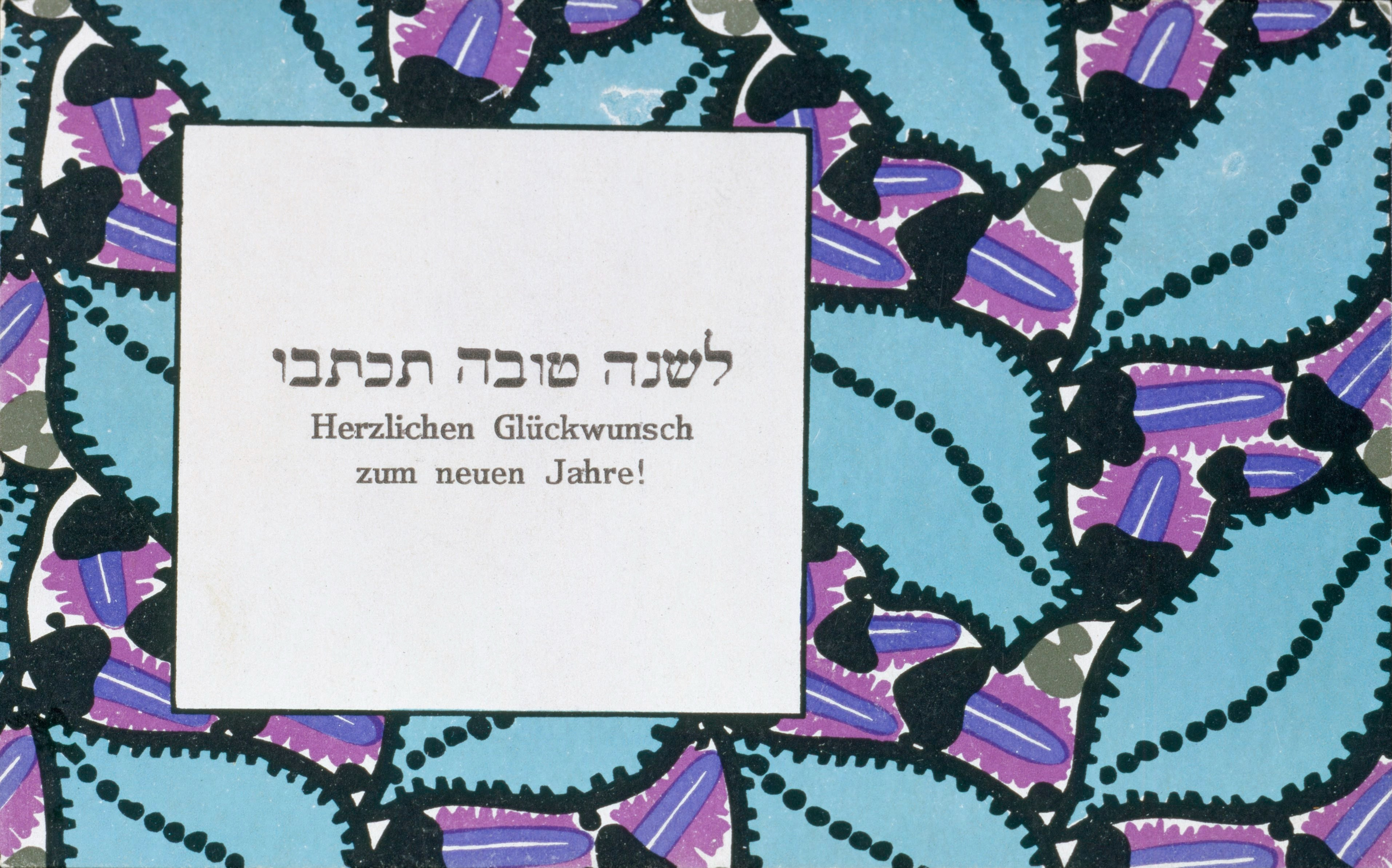
Wiener Werkstätte, Neujahrskarte mit dem Design Blätter von Martha Alber

- 1910/1911: WW-Stoff „Kahlenberg“ (Originaltitel)[4]
- 1910/1911: WW-Stoff „Blätter“ (Originaltitel)[5]
- um 1910: Bluse der Wiener Werkstätte, Muster „Blätter“ von Martha Alber[6]
- um 1911: WW-Stoff „Hameau“, „Helenenthal“ („Helenental“) (Originaltitel)[7]
- vor 1912: Kasel mit Goldstickerei auf weißem Grund, Entwurf Martha Alber, Ausführung Fellinger & Hassinger, Wien[8]